# Var
El departamento de Var (83) es uno de los noventa y cinco que componen la Francia europea. Está situado en el sudeste del país y toma su nombre del río Var. Su gentilicio francés es Varois.

## Historia
Var es uno de los ochenta y tres primitivos departamentos en que Francia quedó dividida el 4 de marzo de 1790, en aplicación de la ley del 22 de diciembre de 1789. Sus límites se encuentran dentro de los de la antigua provincia francesa de la Provenza.

En un principio, su capital fue Toulon, pero en 1793, como castigo a la ciudad por haber traicionado a la revolución (según Napoleón), la capital pasó a ser Grasse. En los años siguientes, hubo otros cambios de capital: En 1795, Brignoles y en 1797, Draguignan, esta última capital de Var hasta 1974, cuando Toulon volvió a ser capital.

Por otro lado, la ya mencionada Grasse, junto con su arrondissement, se separó de Var para incluirse en el departamento de los Alpes Marítimos en 1861.

## Geografía
- Var es uno de los seis departamentos de Provenza-Alpes-Costa Azul.
- Limita, al norte, con el departamento de los Alpes de Alta Provenza; al noreste, con los Alpes Marítimos; al noroeste, con Vaucluse; al oeste, con Bocas del Ródano y al sur, con el mar Mediterráneo.
- Dentro de este departamento, no está incluido el río Var, que le da nombre y fue frontera del mismo, ya que las modificaciones de límites con los Alpes Marítimos han hecho que el río quede dentro de este último.

## Demografía
| 1801    | 1831    | 1841    | 1851    | 1856    | 1861    | 1866    |
| ------- | ------- | ------- | ------- | ------- | ------- | ------- |
| 271.703 | 321.686 | 328.010 | 357.967 | 371.820 | 315.526 | 308.550 |
| 1872    | 1876    | 1881    | 1886    | 1891    | 1896    | 1901    |
| 293.757 | 295.763 | 288.577 | 283.689 | 288.336 | 309.179 | 326.384 |
| 1906    | 1911    | 1921    | 1926    | 1931    | 1936    | 1946    |
| 324.638 | 330.755 | 322.945 | 347.932 | 377.104 | 398.662 | 370.688 |
| 1954    | 1962    | 1968    | 1975    | 1982    | 1990    | 1999    |
| 413.012 | 469.557 | 555.926 | 626.093 | 708.331 | 815.449 | 898.441 |

Notas a la tabla:

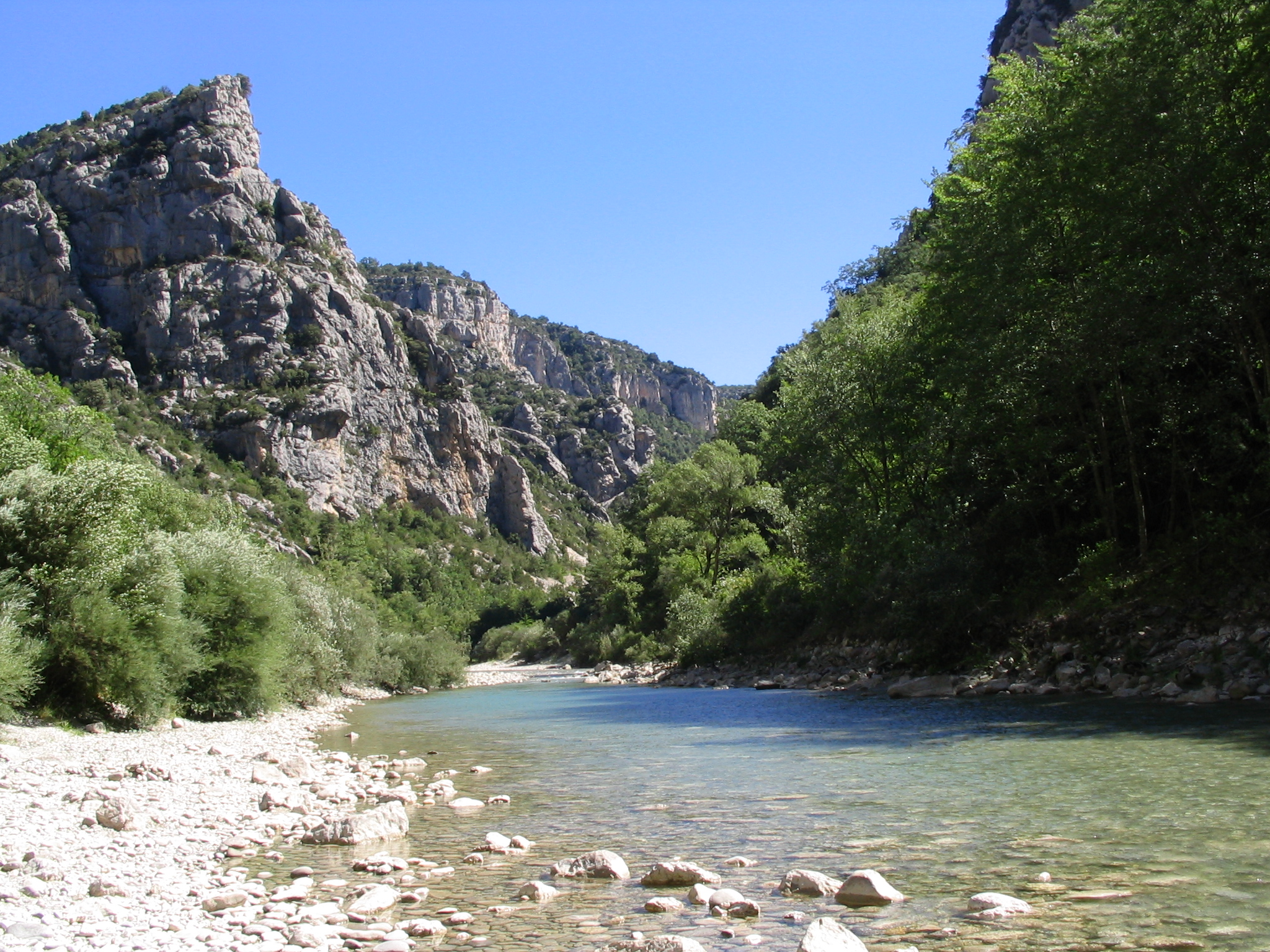
Las Gargantas del Verdon.

- el 15 de junio de 1860, el distrito de Grasse pasó a los Alpes Marítimos.

Las mayores ciudades del departamento son (datos del censo de 1999):
- Toulon: 160.639 habitantes, 519.640 en la aglomeración, que desborda los límites del departamento. La Seyne-sur-Mer (60.188 hab.) y Hyères (51.417 hab.), segundo y tercer municipios en población del departamento, forman parte de la aglomeración de Toulon.
- Fréjus: 46.801 habitantes, 83.840 en la aglomeración.
- Draguignan: 32.829 habitantes, 41.533 en la aglomeración